# Naâma
Naâma (in arabo النعامة o نعامة) è una città dell'Algeria, capoluogo della provincia omonima; il suo territorio coincide con quello del distretto omonimo. Ha codice postale 45000.